# Strømmen Idrettsforening 2017
Questa voce raccoglie le informazioni riguardanti lo Strømmen Idrettsforening nelle competizioni ufficiali della stagione 2017.

## Stagione
A seguito del 7º posto finale della precedente stagione, lo Strømmen avrebbe affrontato il campionato di 1. divisjon 2017, oltre al Norgesmesterskapet. Il 20 dicembre è stato compilato il calendario del nuovo campionato, che alla 1ª giornata avrebbe visto la squadra andare a far visita al Ranheim, nel weekend dell'1-2 aprile 2016.
Il 7 aprile è stato sorteggiato il primo turno del Norgesmesterskapet 2017: lo Strømmen avrebbe fatto visita al Lørenskog. Superato questo ostacolo, lo Strømmen è stato eliminato al secondo turno della manifestazione, a causa della sconfitta patita contro il Kjelsås.
Lo Strømmen ha chiuso il campionato all'11º posto finale.

## Maglie e sponsor
Lo sponsor tecnico per la stagione 2017 è stato Umbro, mentre lo sponsor ufficiale è stato Strømmen Sparebank. La divisa casalinga era composta da una maglietta grigia con rifiniture rosse, con pantaloncini e calzettoni rossi. Quella da trasferta prevedeva una divisa totalmente nera.
| Casa | Trasferta |

## Rosa
| N. |                      | Ruolo | Calciatore           |
| -- | -------------------- | ----- | -------------------- |
| 1  | Germania (bandiera)  | P     | Tobias Trautner      |
| 2  | Norvegia (bandiera)  | D     | Anders Dieserud      |
| 3  | Danimarca (bandiera) | D     | Thor Lange           |
| 4  | Norvegia (bandiera)  | D     | Kristian Jahr        |
| 5  | Norvegia (bandiera)  | D     | Steinar Strømnes     |
| 6  | Norvegia (bandiera)  | D     | Madhusan Sandrakumar |
| 6  | Norvegia (bandiera)  | D     | Henrik Bredeli       |
| 7  | Norvegia (bandiera)  | A     | Petter Mathias Olsen |
| 7  | Norvegia (bandiera)  | C     | Olav Øby             |
| 8  | Norvegia (bandiera)  | C     | Mathias Blårud       |
| 9  | Norvegia (bandiera)  | A     | Markus Brændsrød     |
| 10 | Norvegia (bandiera)  | A     | Mustapha Achrifi     |
| 11 | Norvegia (bandiera)  | C     | Sami Loulanti        |
| 12 | Norvegia (bandiera)  | P     | Stian Bolstad        |
| 14 | Norvegia (bandiera)  | C     | Ulrich Østigård Ness |

| N. |                     | Ruolo | Calciatore               |
| -- | ------------------- | ----- | ------------------------ |
| 15 | Islanda (bandiera)  | A     | Jake Pétur Martin        |
| 16 | Norvegia (bandiera) | C     | Felix Anthonessen        |
| 16 | Norvegia (bandiera) | C     | Espen Rødsand            |
| 17 | Norvegia (bandiera) | C     | Kristian Emil Bjørndalen |
| 19 | Norvegia (bandiera) | D     | Emil Sildnes             |
| 20 | Norvegia (bandiera) | A     | Magnus Solum             |
| 23 | Norvegia (bandiera) | D     | Pål Steffen Andresen     |
| 24 | Grecia (bandiera)   | P     | Antonis Efthymakis       |
| 30 | Norvegia (bandiera) | C     | Even Pedersen Habberstad |
| 31 | Norvegia (bandiera) | D     | Simen Berg Melby         |
| 32 | Norvegia (bandiera) | P     | Jon Knudsen              |
| 33 | Norvegia (bandiera) | A     | Martin Trøen             |
| 82 | Senegal (bandiera)  | A     | Madiou Konate            |
| 88 | Norvegia (bandiera) | C     | Stian Rasch              |
| 99 | Nigeria (bandiera)  | A     | Kachi                    |

## Calciomercato

### Sessione invernale(dal 01/01 al 31/03)
| Arrivi | Arrivi             | Arrivi       | Arrivi     |
| R.     | Nome               | da           | Modalità   |
| ------ | ------------------ | ------------ | ---------- |
| P      | Antonis Efthymakis | Verdal       | definitivo |
| P      | Tobias Trautner    |              | svincolato |
| D      | Henrik Bredeli     | Strømsgodset | prestito   |
| D      | Anders Dieserud    | Fram Larvik  | definitivo |
| D      | Emil Sildnes       | Oppsal       | definitivo |
| C      | Sami Loulanti      | Lørenskog    | definitivo |
| C      | Olav Øby           | Sarpsborg 08 | prestito   |
| A      | Magnus Solum       | Degerfors    | definitivo |

| Partenze         | Partenze             | Partenze     | Partenze      |
| R.               | Nome                 | a            | Modalità      |
| ---------------- | -------------------- | ------------ | ------------- |
| P                | Tarjei Aase Omenås   | Sogndal      | definitivo    |
| D                | Kristian Bjørndalen  | Lørenskog    | prestito      |
| D                | Frode Bjørnevik      |              | ritiro        |
| D                | Johannes Grødtlien   | KFUM Oslo    | prestito      |
| D                | Fredrik Nilsen       |              | svincolato    |
| C                | Aleksander Melgalvis |              | svincolato    |
| A                | Ole Marius Aasen     |              | svincolato    |
| A                | Nasir Dernjani       |              | svincolato    |
| A                | Joy-Slayd Mickels    |              | svincolato    |
| Altre operazioni |                      |              |               |
| R.               | Nome                 | da           | Modalità      |
| C                | Olav Øby             | Sarpsborg 08 | fine prestito |

### Sessione estiva(dal 20/07 al 16/08)
| Arrivi | Arrivi               | Arrivi       | Arrivi   |
| R.     | Nome                 | da           | Modalità |
| ------ | -------------------- | ------------ | -------- |
| D      | Madhusan Sandrakumar | Vålerenga    | prestito |
| A      | Kachi                | Sarpsborg 08 | prestito |
| A      | Petter Mathias Olsen | Lillestrøm   | prestito |

| Partenze | Partenze           | Partenze     | Partenze      |
| R.       | Nome               | a            | Modalità      |
| -------- | ------------------ | ------------ | ------------- |
| P        | Antonis Efthymakis |              | svincolato    |
| D        | Henrik Bredeli     | Strømsgodset | fine prestito |
| C        | Olav Øby           | Sarpsborg 08 | fine prestito |
| C        | Espen Rødsand      |              | svincolato    |
| A        | Markus Brændsrød   | Sogndal      | definitivo    |

## Risultati

### 1. divisjon

#### Girone di andata
| Arbitro: | Tennøy (Bergen) |

|             |           |  |
| Karlsen 46’ | Marcatori |  |

| Arbitro: | Hansen Grøtta |

|           |           |          |
| Rasch 31’ | Marcatori | 71’ Hove |

| Arbitro: | M. Smehus Kringstad |

|                                 |           |  |
| Troudart 86’ Ødemarksbakken 89’ | Marcatori |  |

| Arbitro: | Amland (Bergen) |

|  |           |           |
|  | Marcatori | 90’ Rasch |

| Arbitro: | Jonsson Trædal (Oslo) |

|           |           |  |
| Rasch 62’ | Marcatori |  |

| Arbitro: | Hauge (Bergen) |

|  |           |             |
|  | Marcatori | 40’ Sildnes |

| Arbitro: | Aslam |

|                             |           |                       |
| Skogvang Pedersen 5’ (aut.) | Marcatori | 53’ Skogvang Pedersen |

| Arbitro: | Tennøy (Bergen) |

|                             |           |           |
| A. Cirak 60’ Hjelmeseth 88’ | Marcatori | 66’ Solum |

| Arbitro: | Amland (Bergen) |

|  |           |                                                  |
|  | Marcatori | 3’ Moldskred 57’ Maykel 77’ Ellingsen 85’ Castro |

| Arbitro: | Hansen (Oslo) |

|                 |           |                                |
| Herrem 36’, 85’ | Marcatori | 33’ Dieserud 42’ Østigård Ness |

| Arbitro: | Hansen Grøtta |

|                                             |           |                |
| Brændsrød 17’ Lange 20’ Øby 23’ Achrifi 40’ | Marcatori | 76’ (rig.) Flo |

| Kristiansand 10 giugno 2017, ore 15:30 12ª giornata | Start     | 0 – 1 referto | Strømmen | Sparebanken Sør Arena (2.896 spett.) |
| \| \| \| \| \| \| Marcatori \| 16’ Solum \|         |           |               |          |                                      |
|                                                     |           |               |          |                                      |
|                                                     | Marcatori | 16’ Solum     |          |                                      |

| Arbitro: | Følstad Skarsem (Trondheim) |

|                    |           |                                   |
| Achrifi 64’ (rig.) | Marcatori | 8’ Kristoffersen 45’, 90’ Eriksen |

| Arbitro: | Amland (Bergen) |

|                                               |           |                                     |
| Opseth 60’ Saltnes 81’, 90’ (rig.) Osvold 90’ | Marcatori | 6’ Øby 27’ Østigård Ness 27’ Blårud |

| Arbitro: | Gjermshus (Oslo) |

|                              |           |                     |
| Achrifi 19’ (rig.) Trøen 90’ | Marcatori | 74’ Boye 85’ Hansen |

#### Girone di ritorno
| Arbitro: | Rafiq (Oslo) |

|                          |           |                 |
| Andresen 10’ Sildnes 29’ | Marcatori | 63’ Erzeid Toft |

| Arbitro: | Gjermshus (Oslo) |

|         |           |           |
| Flo 67’ | Marcatori | 84’ Solum |

| Arbitro: | Hauge (Bergen) |

|  |           |                  |
|  | Marcatori | 89’ (rig.) Stene |

| Arbitro: | Hansen Grøtta |

|  |           |                                       |
|  | Marcatori | 14’ Rasch 47’ Østigård Ness 85’ Kachi |

| Arbitro: | Hansen (Oslo) |

|           |           |  |
| Kachi 27’ | Marcatori |  |

| Mjøndalen 20 agosto 2017, ore 18:00 21ª giornata                | Mjøndalen | 3 – 0 referto | Strømmen | Isachsen Stadion (1.537 spett.) |
| \| \| \| \| \| Jansen 5’ Pellegrino 15’, 53’ \| Marcatori \| \| |           |               |          |                                 |
|                                                                 |           |               |          |                                 |
| Jansen 5’ Pellegrino 15’, 53’                                   | Marcatori |               |          |                                 |

| Strømmen 3 settembre 2017, ore 15:00 22ª giornata | Strømmen | 0 – 0 referto | Elverum | Strømmen Stadion (408 spett.) |

| Kongsvinger 10 settembre 2017, ore 18:00 23ª giornata | Kongsvinger    | 0 – 0 referto | Strømmen | Gjemselund Stadion (1.178 spett.)\| Arbitro: \| Hauge (Bergen) \| |
| Arbitro:                                              | Hauge (Bergen) |               |          |                                                                   |

| Arbitro: | Smehus Kringstad (Oslo) |

|                        |           |                           |
| Dieserud 12’ Lange 44’ | Marcatori | 42’, 60’ (rig.) Huseklepp |

| Arbitro: | Borgersen (Oslo) |

|                  |           |  |
| Eriksen 36’, 89’ | Marcatori |  |

| Arbitro: | Jonsson Trædal (Oslo) |

|           |           |                                 |
| Trøen 53’ | Marcatori | 29’ Finnbogason 64’ Christensen |

| Arbitro: | Amland (Bergen) |

|                       |           |             |
| Andreassen 72’ (rig.) | Marcatori | 29’ Sildnes |

| Arbitro: | Hansen (Oslo) |

|                                    |           |                                                     |
| Troudart 31’ (aut.) Trøen 52’, 86’ | Marcatori | 5’, 90’ (rig.) Solberg 41’ Aalbu 82’ Retsius Grødem |

| Arbitro: | Hauge (Bergen) |

|             |           |                                                         |
| S. Aase 72’ | Marcatori | 10’ Trøen 48’, 63’ Østigård Ness 10’ Rasch 70’ Strømnes |

| Arbitro: | Borgersen (Oslo) |

|                  |           |                                                                           |
| Østigård Ness 9’ | Marcatori | 2’ Bjørkan 19’ Drage 58’ J. Hauge 70’ Jonassen 78’ Dahl Reitan 82’ Opseth |

### Norgesmesterskapet
| Lørenskog 26 aprile 2017, ore 18:00 Primo turno                                                            | Lørenskog | 1 – 5 referto                                          | Strømmen | Rolvsrud Stadion |
| \| \| \| \| \| Torres Arjona 42’ \| Marcatori \| 5’ Østigård Ness 38’, 80’ Solum 60’ Loulanti 85’ Rasch \| |           |                                                        |          |                  |
| |           |                                                        |          |                  |
| Torres Arjona 42’                                                                                          | Marcatori | 5’ Østigård Ness 38’, 80’ Solum 60’ Loulanti 85’ Rasch |          |                  |

| Strømmen 24 maggio 2017, ore 18:00 Secondo turno | Strømmen  | 0 – 1 referto | Kjelsås | Strømmen Stadion (119 spett.) |
| \| \| \| \| \| \| Marcatori \| 69’ Aslaksrud \|  |           |               |         |                               |
|                                                  |           |               |         |                               |
|                                                  | Marcatori | 69’ Aslaksrud |         |                               |

## Statistiche

### Statistiche di squadra
| Competizione       | Punti | In casa | In casa | In casa | In casa | In casa | In casa | In trasferta | In trasferta | In trasferta | In trasferta | In trasferta | In trasferta | Totale | Totale | Totale | Totale | Totale | Totale | DR |
| Competizione       | Punti | G       | V       | N       | P       | Gf      | Gs      | G            | V            | N            | P            | Gf           | Gs           | G      | V      | N      | P      | Gf     | Gs     | DR |
| ------------------ | ----- | ------- | ------- | ------- | ------- | ------- | ------- | ------------ | ------------ | ------------ | ------------ | ------------ | ------------ | ------ | ------ | ------ | ------ | ------ | ------ | -- |
| 1. divisjon        | 36    | 15      | 4       | 5       | 6       | 20      | 28      | 15           | 5            | 4            | 6            | 19           | 19           | 30     | 9      | 9      | 12     | 39     | 47     | -8 |
| Norgesmesterskapet | -     | 1       | 0       | 0       | 1       | 0       | 1       | 1            | 1            | 0            | 0            | 5            | 1            | 2      | 1      | 0      | 1      | 5      | 2      | +3 |
| Totale             | -     | 16      | 4       | 5       | 7       | 20      | 29      | 16           | 6            | 4            | 6            | 24           | 20           | 32     | 10     | 9      | 13     | 44     | 49     | -5 |

### Andamento in campionato
| Giornata  | 1  | 2  | 3  | 4 | 5 | 6 | 7 | 8 | 9 | 10 | 11 | 12 | 13 | 14 | 15 | 16 | 17 | 18 | 19 | 20 | 21 | 22 | 23 | 24 | 25 | 26 | 27 | 28 | 29 | 30 |
| --------- | -- | -- | -- | - | - | - | - | - | - | -- | -- | -- | -- | -- | -- | -- | -- | -- | -- | -- | -- | -- | -- | -- | -- | -- | -- | -- | -- | -- |
| Luogo     | T  | C  | T  | T | C | T | C | T | C | T  | C  | T  | C  | T  | C  | C  | T  | C  | T  | C  | T  | C  | T  | C  | T  | C  | T  | C  | T  | C  |
| Risultato | P  | N  | P  | V | V | V | N | P | P | N  | V  | V  | P  | P  | N  | V  | N  | P  | V  | V  | P  | N  | N  | N  | P  | P  | N  | P  | V  | P  |
| Posizione | 14 | 12 | 12 | 9 | 7 | 7 | 7 | 8 | 9 | 10 | 9  | 8  | 8  | 8  | 9  | 9  | 7  | 9  | 8  | 6  | 7  | 9  | 9  | 9  | 10 | 10 | 9  | 10 | 9  | 11 |

Fonte:  OBOS-ligaen 2017, su altomfotball.no, Altomfotball. URL consultato il 9 febbraio 2017 (archiviato dall'url originale il 2 febbraio 2017).
Legenda:

Luogo: C = Casa; T = Trasferta. Risultato: V = Vittoria; N = Pareggio; P = Sconfitta.

### Statistiche dei giocatori
| Giocatore              | 1. divisjon | 1. divisjon | 1. divisjon | 1. divisjon | Norgesmesterskapet | Norgesmesterskapet | Norgesmesterskapet | Norgesmesterskapet | Coppe europee | Coppe europee | Coppe europee | Coppe europee | Altre coppe | Altre coppe | Altre coppe | Altre coppe | Totale   | Totale | Totale      | Totale     |
| Giocatore              | Presenze    | Reti        | Ammonizioni | Espulsioni  | Presenze           | Reti               | Ammonizioni        | Espulsioni         | Presenze      | Reti          | Ammonizioni   | Espulsioni    | Presenze    | Reti        | Ammonizioni | Espulsioni  | Presenze | Reti   | Ammonizioni | Espulsioni |
| ---------------------- | ----------- | ----------- | ----------- | ----------- | ------------------ | ------------------ | ------------------ | ------------------ | ------------- | ------------- | ------------- | ------------- | ----------- | ----------- | ----------- | ----------- | -------- | ------ | ----------- | ---------- |
| M. Achrifi             | 19          | 3           | 2           | 0           | 1                  | 0                  | 0                  | 0                  |               |               |               |               |             |             |             |             | 20       | 3      | 2           | 0          |
| P. Andresen            | 20          | 1           | 2           | 0           | 0                  | 0                  | 0                  | 0                  |               |               |               |               |             |             |             |             | 20       | 1      | 2           | 0          |
| F. Anthonessen         | 4           | 0           | 1           | 0           | 0                  | 0                  | 0                  | 0                  |               |               |               |               |             |             |             |             | 4        | 0      | 1           | 0          |
| S. Berg Melby          | 8           | 0           | 0           | 0           | 0                  | 0                  | 0                  | 0                  |               |               |               |               |             |             |             |             | 8        | 0      | 0           | 0          |
| M. Blårud              | 24          | 1           | 6           | 0           | 1                  | 0                  | 1                  | 0                  |               |               |               |               |             |             |             |             | 25       | 1      | 7           | 0          |
| S. Bolstad             | 4           | -9          | 0           | 0           | 0                  | -0                 | 0                  | 0                  |               |               |               |               |             |             |             |             | 4        | -9     | 0           | 0          |
| M. Brændsrød           | 15          | 1           | 1           | 0           | 2                  | 0                  | 1                  | 0                  |               |               |               |               |             |             |             |             | 17       | 1      | 2           | 0          |
| H. Bredeli             | 10          | 0           | 0           | 0           | 2                  | 0                  | 1                  | 0                  |               |               |               |               |             |             |             |             | 12       | 0      | 1           | 0          |
| A. Dieserud            | 27          | 2           | 3           | 0           | 2                  | 0                  | 0                  | 0                  |               |               |               |               |             |             |             |             | 29       | 2      | 3           | 0          |
| A. Efthymakis          | 0           | -0          | 0           | 0           | 0                  | -0                 | 0                  | 0                  |               |               |               |               |             |             |             |             | 0        | 0      | 0           | 0          |
| K. Jahr                | 24          | 0           | 3           | 1           | 1                  | 0                  | 0                  | 0                  |               |               |               |               |             |             |             |             | 25       | 0      | 3           | 1          |
| Kachi                  | 13          | 2           | 0           | 0           | -                  | -                  | -                  | -                  |               |               |               |               |             |             |             |             | 13       | 2      | 0           | 0          |
| J. Knudsen             | 0           | -0          | 0           | 0           | 0                  | -0                 | 0                  | 0                  |               |               |               |               |             |             |             |             | 0        | 0      | 0           | 0          |
| M. Konate              | 1           | 0           | 0           | 0           | 0                  | 0                  | 0                  | 0                  |               |               |               |               |             |             |             |             | 1        | 0      | 0           | 0          |
| T. Lange               | 28          | 2           | 5           | 0           | 2                  | 0                  | 0                  | 0                  |               |               |               |               |             |             |             |             | 30       | 2      | 5           | 0          |
| S. Loulanti            | 15          | 0           | 2           | 0           | 2                  | 1                  | 0                  | 0                  |               |               |               |               |             |             |             |             | 17       | 1      | 2           | 0          |
| J. Martin              | 0           | 0           | 0           | 0           | 0                  | 0                  | 0                  | 0                  |               |               |               |               |             |             |             |             | 0        | 0      | 0           | 0          |
| O. Øby                 | 15          | 2           | 1           | 0           | 1                  | 0                  | 1                  | 0                  |               |               |               |               |             |             |             |             | 16       | 2      | 2           | 0          |
| P. Olsen               | 9           | 0           | 0           | 0           | -                  | -                  | -                  | -                  |               |               |               |               |             |             |             |             | 9        | 0      | 0           | 0          |
| U. Østigård Ness       | 24          | 6           | 5           | 0           | 2                  | 1                  | 1                  | 0                  |               |               |               |               |             |             |             |             | 26       | 7      | 6           | 0          |
| E. Pedersen Habberstad | 1           | 0           | 0           | 0           | 0                  | 0                  | 0                  | 0                  |               |               |               |               |             |             |             |             | 1        | 0      | 0           | 0          |
| S. Rasch               | 24          | 5           | 1           | 0           | 2                  | 1                  | 0                  | 0                  |               |               |               |               |             |             |             |             | 26       | 6      | 1           | 0          |
| E. Rødsand             | 6           | 0           | 1           | 0           | 1                  | 0                  | 0                  | 0                  |               |               |               |               |             |             |             |             | 7        | 0      | 1           | 0          |
| M. Sandrakumar         | 6           | 0           | 2           | 0           | -                  | -                  | -                  | -                  |               |               |               |               |             |             |             |             | 6        | 0      | 2           | 0          |
| E. Sildnes             | 24          | 3           | 3           | 0           | 2                  | 0                  | 0                  | 0                  |               |               |               |               |             |             |             |             | 26       | 3      | 3           | 0          |
| M. Solum               | 20          | 3           | 3           | 0           | 1                  | 2                  | 0                  | 0                  |               |               |               |               |             |             |             |             | 21       | 5      | 3           | 0          |
| S. Strømnes            | 26          | 1           | 3           | 0           | 1                  | 0                  | 0                  | 0                  |               |               |               |               |             |             |             |             | 27       | 1      | 3           | 0          |
| T. Trautner            | 26          | -38         | 3           | 0           | 2                  | -2                 | 0                  | 0                  |               |               |               |               |             |             |             |             | 28       | -40    | 3           | 0          |
| M. Trøen               | 19          | 5           | 2           | 0           | 1                  | 0                  | 0                  | 0                  |               |               |               |               |             |             |             |             | 20       | 5      | 2           | 0          |